# Mehaugen
Mehaugen är en kulle i Antarktis. Den ligger i Östantarktis. Norge gör anspråk på området. Toppen på Mehaugen är 1 013 meter över havet, eller 14 meter över den omgivande terrängen. Bredden vid basen är 1,5 km.
Terrängen runt Mehaugen är lite kuperad. Trakten är obefolkad.